# Hermanniella serrata
Hermanniella serrata är en kvalsterart som beskrevs av Sitnikova 1973. Hermanniella serrata ingår i släktet Hermanniella och familjen Hermanniellidae. Inga underarter finns listade i Catalogue of Life.